# Laura Adams Armer

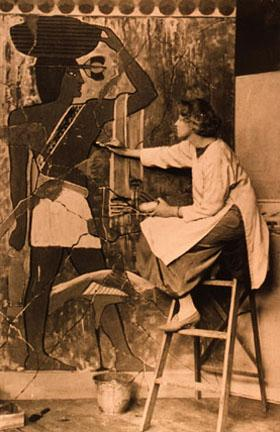
Laura Adams Armer in der California School of Design, um 1895

Laura Adams Armer (* 12. Januar 1874 in Sacramento, Kalifornien, USA; † 16. März 1963 in Fortuna (Kalifornien), USA) war eine amerikanische Malerin, Fotografin, Filmemacherin und Autorin. Zusammen mit den Fotografinnen Emily Pitchford und Adelaide Hanscom Leeson gehört sie zu den Vertreterinnen des Piktorialismus.

## Leben und Werk

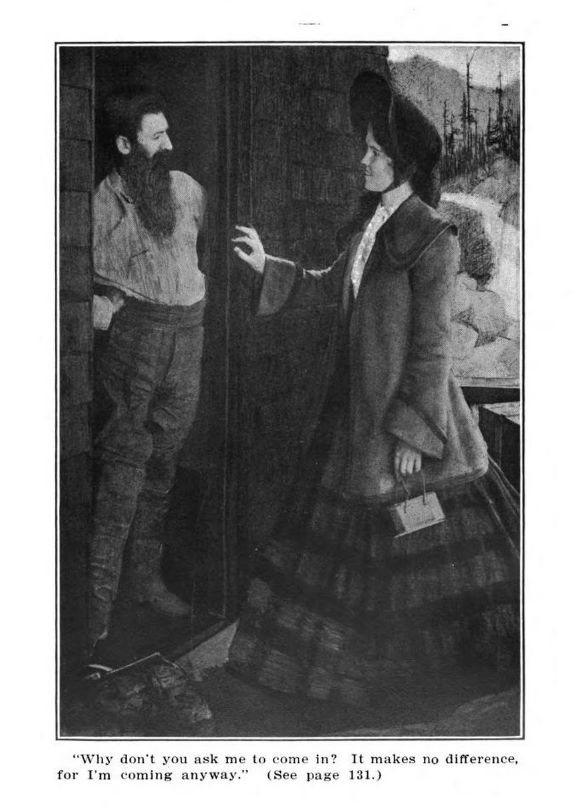
Illustration aus Leaves From an Argonaut’s Note Book: A Collection of Holiday and Other Stories Illustrative of the Brighter Side of Mining Life in Pioneer Days, von Theodore Elden Jones, illustriert von Laura Adams Armer, Whitaker & Ray Co., 1905, Seite 130

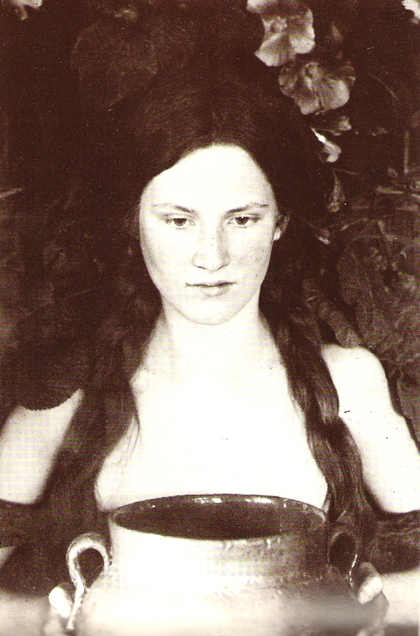
Porträt von Elsie Whitaker, aufgenommen um 1907, von Laura Adams Armer. California Historical Society, San Francisco

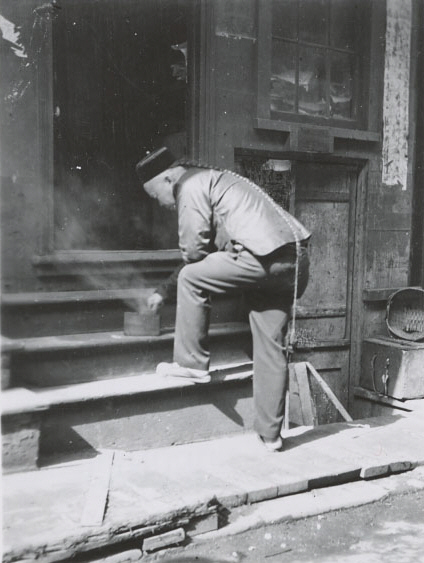
Ein Mann mit Zopf, fotografiert in Chinatown von Armer

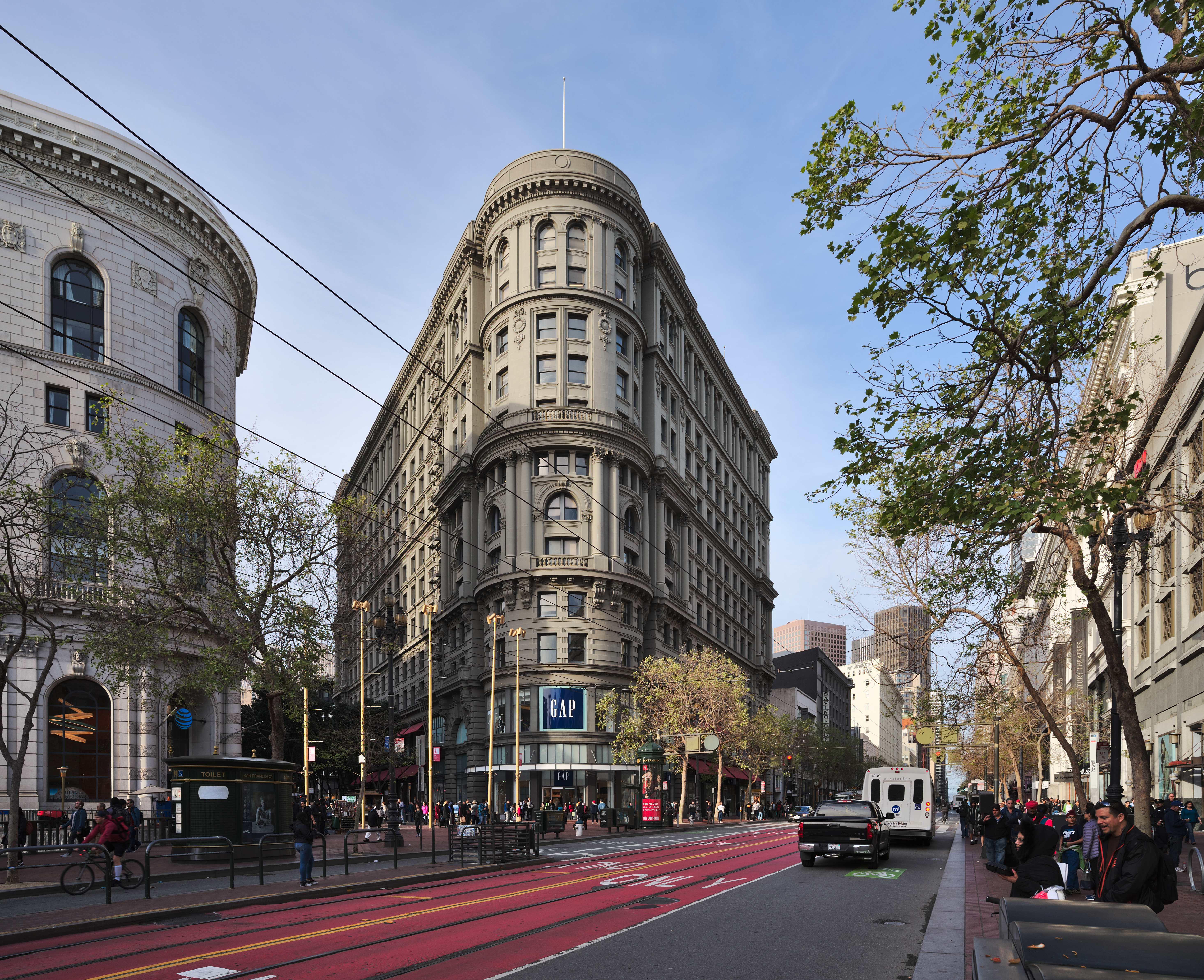
Das Flood Building im Jahr 2017, wo Armer ihr erstes Fotostudio einrichtete

Armer war das jüngste Kind von drei Kindern einer Schneiderin und eines Zimmermanns. Sie studierte von 1893 bis 1898 bei Arthur Frank Mathews an der California School of Design in San Francisco, wo sie ihren zukünftigen Ehemann Sidney Armer kennenlernte. Anschließend verbrachte sie ein Jahr an der University of California in  Berkeley. Sie studierte auch Fotografie und eröffnete 1899 ein Studio im Flood Building in San Francisco  und stellte bis in die 1920er Jahre erfolgreich in Fotosalons aus.
Im Frühjahr 1902 besuchten sie und ihre Schwester Tucson und die Santa Catalina Mountains. Nach ihrer Rückkehr schrieb sie mit ihren Fotografien illustrierte Artikel für Sunset und Overland Monthly. Sie heiratete 1902 den Kunststudenten Armer, mit dem sie 1903 einen Sohn bekam. Eine Tochter starb 1905.
Nach ihrer Heirat verkaufte sie ihr Studio in San Francisco an die Fotografin Leeson und verlegte ihre Dunkelkammer in ihr Haus in Berkeley. Hier setzte sie ihre künstlerische Fotografie fort und gewann 1904 vier Preise bei einem Kodak-Wettbewerb. 1905 illustrierte sie das Buch Leaves From an Argonaut's Note Book von Theodore Elden Jones und reiste 1906 im Auftrag nach Tahiti.

## Filmemacherin, Fotografin und Autorin bei den Navajo
Armer besuchte den Südwesten der Vereinigten Staaten zum ersten Mal im Jahr 1901, aber erst 1923 begann sie eine dreizehnjährige Studie über das Gebiet, wo sie das Leben und die Kultur der Navajo dokumentierte. Im Frühjahr 1925 errichtete Armer im Blue Canyon ein Camp und lebte mit einem jungen Navajo-Mädchen zusammen, welches für sie kochte und dolmetschte. Sie befasste sich mit der indianischen Kultur und der Sandbildmalerei und fotografierte viele tägliche Aktivitäten der Navajo. Da keine Frau zu den heiligen Zeremonien der Navajo zugelassen wurde, stellte sie sich als Künstlerin vor. Sie erhielt 1928 die Erlaubnis, die heilige Berggesangszeremonie zu filmen, um sie als Spielfilm zu verbreiten. Sie führte Regie bei diesem Film mit dem Titel The Mountain Chant und beabsichtigte ihn nicht nur für kommerzielle Zwecke, sondern als Kunstwerk zu gestalten. Produziert als „Stummfilm“, gilt The Mountain Chant als der erste Film, der von einer Erzählung in einer indianischen Sprache begleitet wurde.
Armer schrieb 1931 ihr erstes Buch Waterless Mountain, die Geschichte eines Navajo-Jungen, der sich berufen fühlt, Medizinmann zu werden. 1960, fast 30 Jahre nach seinem Erscheinen, waren von dem Roman über 50.000 Exemplare verkauft  worden. Das Buch enthält Illustrationen der Autorin und ihres Mannes. Ihr Ehemann illustrierte auch ihre Bücher Dark Circle of Branches (1933), Cactus  (1934) und Farther West. 1962 veröffentlichte Armer In Navajo Land, ein Buch mit Fotografien, die von ihr, ihrem Ehemann und ihrem Sohn aufgenommen wurden.
Armer starb 1963 im Alter von 89 Jahren in Fortuna.
Armer stellte ihre Gemälde sowohl in Einzel- als auch in Gruppenausstellungen aus. 1963 wurden viele Fotografien, die Armer im Navajo-Reservat und in der Umgebung aufgenommen hatte, im Museum of Navajo Ceremonial Art ausgestellt, welches die 97 Kopien besitzt, die sie von ihren Navajo-Sandgemälden angefertigt hatte.

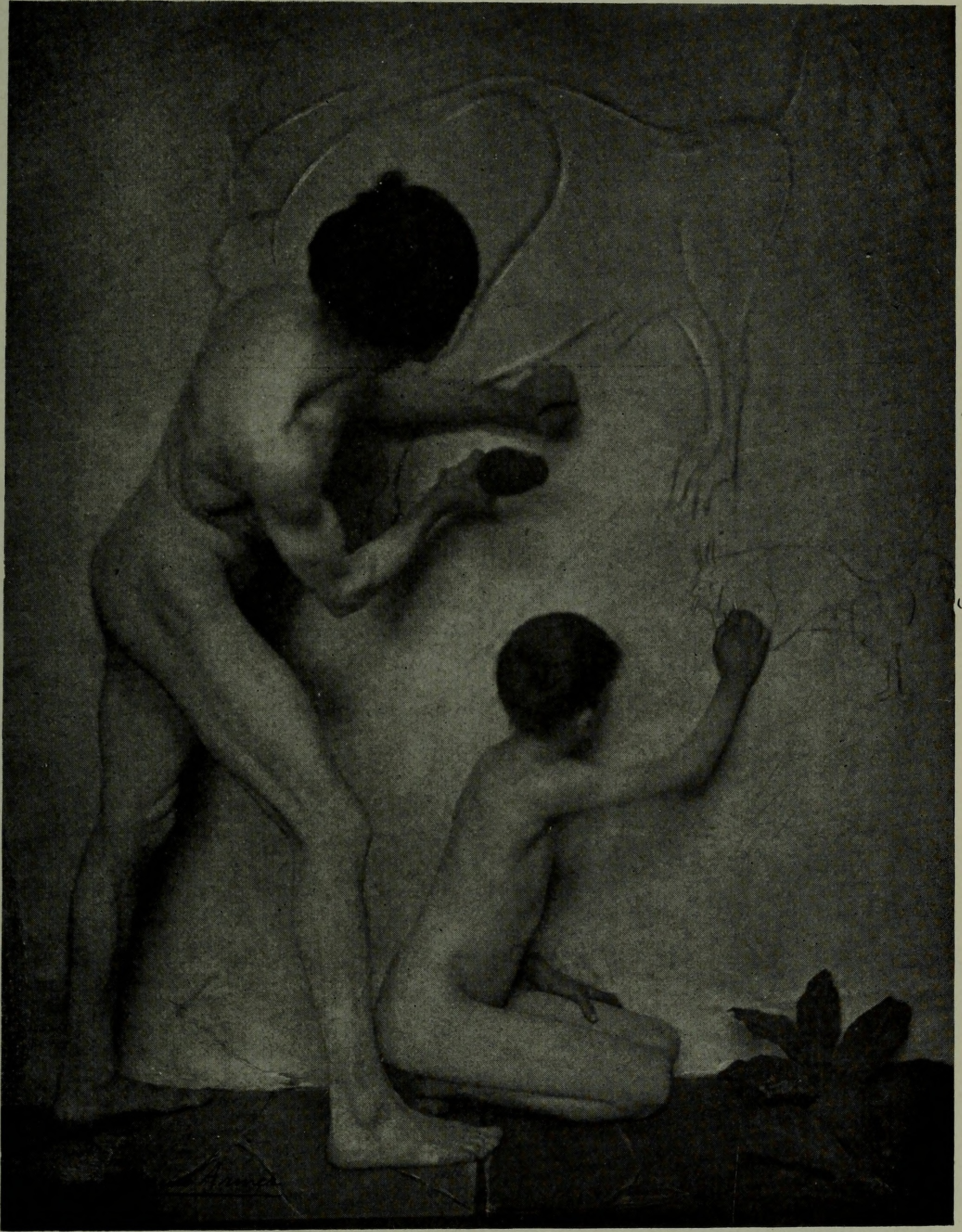
The American annual of photography (1919)

## Auszeichnungen
Armer erhielt 1932 die Newbery Medal für ihr Buch Waterless Mountain und 1939 die Caldecott Medal für The Forest Pool.

## Veröffentlichungen (Auswahl)
- 1900: The Picture Possibilities of Photography. Overland Monthly, 36, no. 213, S. 241–245.
- 1906: The Picture Possibilities of Photography.[7]
- 1925: A Navajo Sand Painting. University of California Chronicle, S. 233–239.
- 1931: Waterless Mountain. Longmans, Green. Reprint Edition, 1993, ISBN 978-0679845027.
- 1933: Dark Circle of Branches. Longmans, Green & Co, New York.
- 1935: Southwest. Longmans, Green and Co.
- 1937: The trader's children. Longmans, Green and co.
- 1938: Farthest West. Illustrated by Sidney Armer. Longmans, Green & Co.
- 1938: The Forest Pool. Longmans, Green & Co.
- 1962: In Navajo Land. D. McKay Company.